# Doftverbena
Doftverbena (Glandularia canadensis) är en verbenaväxtart som först beskrevs av Carl von Linné, och fick sitt nu gällande namn av Thomas Nuttall. Enligt Catalogue of Life ingår Doftverbena i släktet Glandularia och familjen verbenaväxter, men enligt Dyntaxa är tillhörigheten istället släktet Glandularia och familjen verbenaväxter. Arten förekommer tillfälligt i Sverige, men reproducerar sig inte. Inga underarter finns listade i Catalogue of Life.